# Miguel de Pombo
Pour les articles homonymes, voir Pombo.
Miguel de Pombo, né le 16 novembre 1779 à Popayán et mort le 6 juillet 1816 à Santa Fe de Bogota, est un homme politique, universitaire et artisan de l'indépendance colombienne.

## Biographie
Miguel de Pombo est né le 16 novembre 1779 à Popayán dans une grande famille. Il fait ses études dans sa ville natale puis au Collège du Rosaire à Bogota.
Il est nommé chercheur de l'expédition botanique de Nouvelle-Grenade (es). 
Après les événements du 20 juillet 1810, il est l'un des tribuns du peuple et membre de la Junte Suprême. Il collabore également au journal politique dirigé par Francisco José de Caldas et Joaquín Camacho. Il est représentant du Collège de Santa Fe et congressiste en 1812 et 1813.
Après la Reconquista, Miguel de Pombo est arrêté le 22 mai 1816 et exécuté pour trahison le 6 juillet 1816 à Bogota.